# Tone Kham
Tone Kham hay Upanyuvarath II (Phó vương, sinh ?, mất 1637), danh xưng hoàng gia là Samdach Brhat Chao Dharmakama Raja Sri Sadhana Kanayudha, là vua thứ 26 của Vương quốc Lan Xang, trị vì từ năm 1633 đến khi mất năm 1637 
Tone Kham là con trai trưởng của vua Mom Keo, kế vị vua cha mất năm 1633, được gọi là  Upanyuvarath (Phó vương hoặc Thái tử). Ông qua đời năm 1637 và người em trai kế vị, là Vua Vichai.
Vua Tone Kham có ba người con trai 
- Chao Fa Somaputra (Som Phou), năm 1638 khi em trai lên ngôi thì trốn sang Huế bên Đại Việt. Som Phou sinh được hai Sadet Jaya Anga (hoàng tử), trong đó người con cả là Sai Ong Hue năm 1700 trở về Lan Xang lên ngôi vua vương hiệu Xaysethathirath II.
- Chao Fa Bunsaya (Boun Sou), năm 1638 khi em trai lên ngôi thì đi tu và chết ở tu viện Poo Ho Poo Hong.
- Chao Fa Sulinga Kumara, năm 1638 lên ngôi vua Lan Xang vương hiệu Sourigna Vongsa.